# Evangelisches Gemeindehaus Moosburg

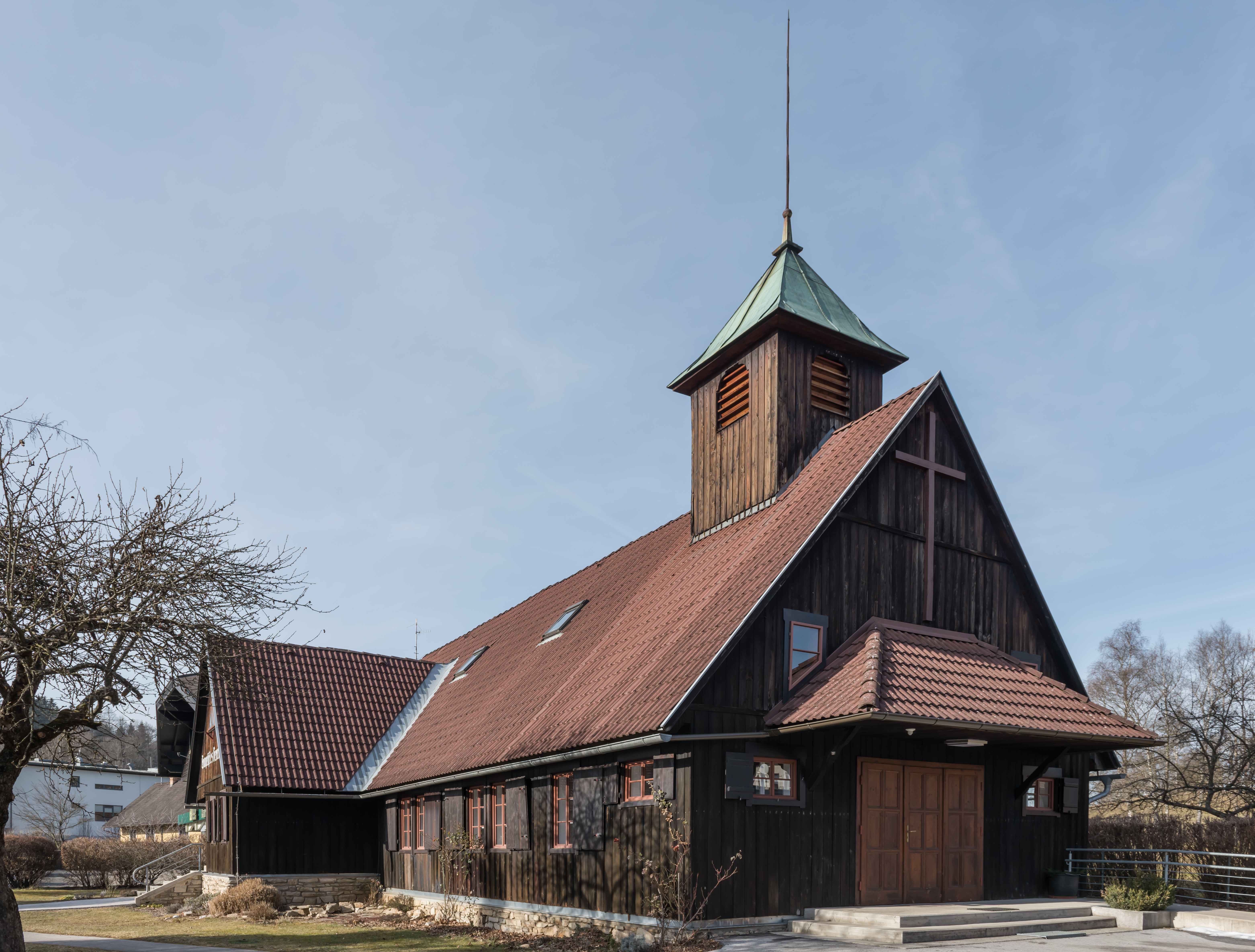
Moosburg, Evangelisches Gemeindehaus

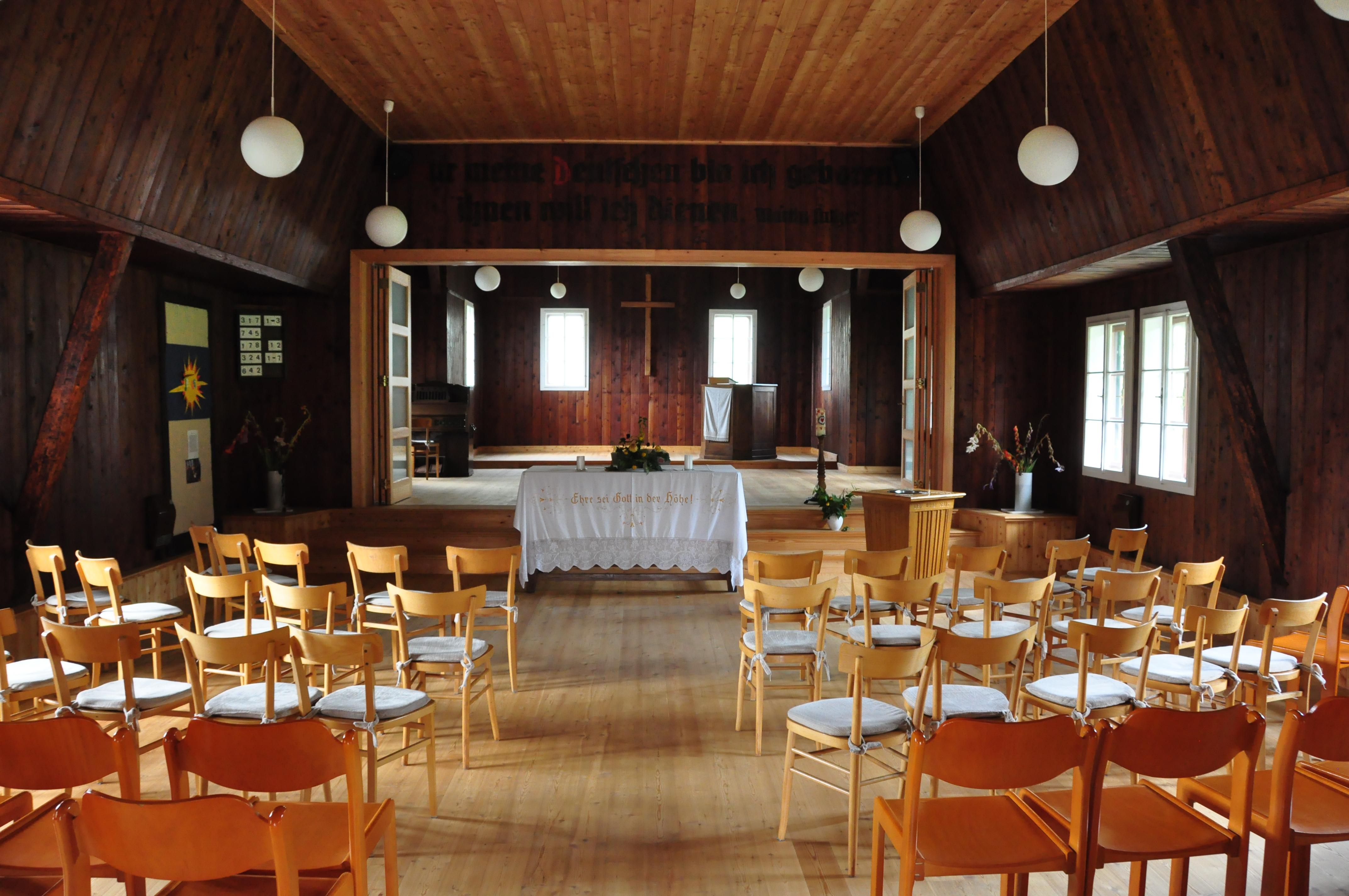
Innenraum

Das Evangelische Gemeindehaus Moosburg ist ein evangelisches Kirchengebäude in Moosburg (Kärnten) im Bezirk Klagenfurt-Land. Sie gehört der Evangelischen Superintendentur A. B. Kärnten und Osttirol an.

## Geschichte
Nachdem um die Mitte des 16. Jahrhunderts Kärnten fast rein protestantisch geworden war und auch der Kärntner Landeshauptmann Georg von Khevenhüller dem evangelischen Glauben angehört hatte, bedurfte es nach der Gegenreformation und dem Toleranzpatent Kaiser Josephs II. im 19., und namentlich im frühen 20. Jahrhundert größerer Anstrengungen zum Wiederaufbau eines protestantischen Pfarrsystems. In Moosburg erfolgte in der Zwischenkriegszeit der Bau eines Gemeindehauses, das Kirchenraum und Gemeinderäume vereinigte. Das nach dem Entwurf des Architekten Hermann Schütz vom Zimmermeister Stefan Hofer über länglichem Grundriss errichtete Gebäude ist von einem durchgehenden, einseitig abgewalmten Satteldach überdeckt, das über der Eingangsseite einen Dachreiter trägt. Ein Zwischengiebel erschließt das Gebäude in der Querachse. Als verschalte, an ländliche Wirtschaftsbauten erinnernde, im Innern ursprünglich offene Holzkonstruktion ist das Moosburger Gemeindehaus ein Beispiel der landschaftsbezogenen Heimatschutzarchitektur. Das 2009 sanierte Gemeindehaus ist als Predigtstelle der evangelischen Kirchengemeinde in Pörtschach zugeordnet.